# Videografija Majkla Džeksona
Majkl Džekson je bio američki muzičar i zabavljač. Debitovao je na profesionalnoj muzičkoj sceni sa 11 godina kao član grupe Džekson 5. Solo karijeru je započeo 1971. dok je još uvijek bio član grupe. Kasnije, nazivan Kraljem popa, Džekson je sedam svojih studijskih albuma promovisao spotovima. Početkom osamdesetih godina dvadesetog vijeka, postao je dominantna figura u popularnoj kulturi i prvi afroamerički zabavljač koji je stekao jak publicitet na Muzičkoj televiziji (MTV). Popularnost njegovih spotova, emitovanih na MTV- u kao što su „Beat It“, „Billie Jean“ i „Thriller“, poznati po transformaciji spota u umjetničku formu- su pomogli, tada relativno mladoj televiziji da stekne ugled. Spotovi pjesama kao što su „Black or White“ i „Scream“ su produžili Džeksonovu popularnost i tokom devedesetih. Neki od njegovih kratkih filmova su bili mete negativnih kritika zbog nasilnih scena i scena seksualne prirode koje prikazuju; dok su drugi bili kritički jako hvaljeni i nagrađivani Ginisovim nagradama zbog svoje dužine, uspjeha i vrijednosti.
Pjevačeva prva filmska uloga je bio lik Strašila u američkom mjuziklu „The Wiz“, objavljenom 1978. Glumio je i u filmovima poput „Men in Black II“ (2002), „Miss Cast Away“ (2004) i u svojem projektu, „Moonwalker“ (1988). Džekson je se takođe pojavio u jednoj epizodi američke animirane serije Simpsonovi. Neki od drugih njegovih filmova su istaknuti zbog dužine trajanja. „Captain EO“ (1986) je sedamnaesto-minutni film čija produkcija je koštala 30 miliona američkih dolara što ga je činilo spotom sa najskupljom produkcijom po minuti u vrijeme izdanja. „Ghosts“ (1997), u kojem Džekson tumači četiri lika, smatra se najdužim spotom ikada. Nekoliko filmova u kojim se pjevač pojavljuje su izdata za kućnu upotrebu i sertifikovani su od strane trgovinskih udruženja kao što su asocijacije muzičkih kompanija u Sjedinjenim Američkim Državama (RIAA) i u Australiji (ARIA).

## Muzički spotovi
| Godina | Spot                   | Režiser(i)                       | Ref.   |
| ------ | ---------------------- | -------------------------------- | ------ |
| 1979.  | „“                     | Nik Sekston                      | [ 11 ] |
| 1979.  | „“                     | Brus Gauvers                     | [ 12 ] |
| 1980.  | „“                     | Brus Gauvers                     | [ 13 ] |
| 1983.  | „“                     | Stivi Beron                      | [ 14 ] |
| 1983.  | „“                     | Bob Điraldi                      | [ 15 ] |
| 1983.  | „“                     | Bob Điraldi                      | [ 16 ] |
| 1983.  | Thriller               | Džon Lendis                      | [ 17 ] |
| 1987.  | „“                     | Martin Skorseze                  | [ 18 ] |
| 1987.  | „“                     | Džo Pajtka                       | [ 19 ] |
| 1988.  | „“                     | Džo Pajtka                       | [ 20 ] |
| 1988.  | „“                     | Donald Vilson                    | [ 21 ] |
| 1988.  | „“                     | Patrik Keli                      | [ 10 ] |
| 1988.  | „“                     | Kolin Čilvers                    | [ 22 ] |
| 1988.  | „“                     | Kolin Čilvers                    | [ 23 ] |
| 1988.  | „“                     | Džeri Kremer i Kolin Čilvers     | [ 24 ] |
| 1989.  | „“                     | Džim Blešfild i Pol Diner        | [ 25 ] |
| 1989.  | „“                     | Džim Jukič                       | [ 26 ] |
| 1991.  | „“                     | Džon Lendis                      | [ 27 ] |
| 1992.  | „“                     | Džon Singlton                    | [ 28 ] |
| 1992.  | „“                     | Herb Rits                        | [ 29 ] |
| 1992.  | „“                     | Dejvid Finčer                    | [ 30 ] |
| 1992.  | „“                     | Majkl Džekson i Dejvid Kelog     | [ 31 ] |
| 1992.  | „“                     | Džo Pajtka                       | [ 32 ] |
| 1993.  | „“                     | Endi Moharan                     | [ 33 ] |
| 1993.  | „“                     | Vinsent Peterson                 | [ 34 ] |
| 1993.  | „“                     | Bili Dićiko                      | [ 35 ] |
| 1995.  | „“                     | Rupert Vejnvrajt                 | [ 36 ] |
| 1995.  | „“                     | Mark Romanek                     | [ 37 ] |
| 1995.  | „“                     | Nikolas Brendt                   | [ 38 ] |
| 1995.  | „“                     | Vejn Ajšam                       | [ 39 ] |
| 1995.  | „“                     | Nikolas Brendt                   | [ 40 ] |
| 1996.  | „They Don't Care About Us“ (zatvorska verzija) | Spajk Li                         | [ 41 ] |
| 1996.  | „They Don't Care About Us“ (brazilska verzija) | Spajk Li                         | [ 41 ] |
| 1996.  | „“                     | Nikolas Brendt                   | [ 42 ] |
| 1997.  | „“                     | Majkl Džekson i Vinsent Peterson | [ 43 ] |
| 1997.  | Ghosts                 | Sten Vinston                     | [ 44 ] |
| 2001.  | „“                     | Pol Hanter                       | [ 45 ] |
| 2001.  | „“                     | Nikolas Brendt                   | [ 46 ] |
| 2009.  | „“                     | Spajk Li                         |        |

## Filmografija
| Godina | Film | Uloga                                 | Režiser             | Ref.   |
| ------ | ---- | ------------------------------------- | ------------------- | ------ |
| 1978.  |      | Strašilo                              | Sidni Lamet         | [ 47 ] |
| 1986.  |      | Kapetan EO                            | Frensis Ford Kopola | [ 48 ] |
| 1988.  |      | Majkl Džekson                         | Džeri Krejmer       | [ 49 ] |
| 1997.  |      | Maestro/Gradonačelnik/Vukodlak/Kostur | Sten Vinston        | [ 50 ] |
| 2002.  |      | Agent M                               | Beri Zonenfeld      | [ 51 ] |
| 2004.  |      | Agent MDž                             | Brajan Majkl Stoler | [ 52 ] |
| 2009.  |      | on sam                                | Soni                | [ 53 ] |

## Televizijske role
„Stark Raving Dad“ je bila prva epizoda treće sezone Simpsonovih. Džekson je pozajmio glas Lionu Kompovskom pod pseudonimom Džon Džej Smit. Producenti epizode su tada legalno izbjegli da objave da je Džekson imao rolu, iako su mnogi mediji tvrdili da se stvarno radi o njemu.

## Spoljašnje veze
- Zvanični sajt
- Majkl Džekson на веб-сајту  (језик: енглески)
- Majkl Džekson